# Селая (муниципалитет)
Селая (исп. Celaya) — муниципалитет в Мексике, штат Гуанахуато, с административным центром в одноимённом городе. Численность населения, по данным переписи 2010 года, составила 468 469 человек.

## Общие сведения
Название Celaya с языка басков можно перевести как ровная земля.
Площадь муниципалитета равна 553 км², что составляет 1,81 % от площади штата. Он граничит с другими муниципалитетами Гуанахуато: на севере с Комонфортом, на востоке с Апасео-эль-Гранде и Апасео-эль-Альто, на юге с Тариморо, на западе с Кортасаром и Вильяграном, а на северо-западе с Санта-Крус-де-Хувентино-Росасом.

## Учреждение и состав
Муниципалитет был образован в 1824 году, в его состав входит 300 населённых пунктов, самые крупные из которых:
| Состав муниципалитета | Состав муниципалитета                                                                           | Состав муниципалитета            | Состав муниципалитета            |
| Код INEGI             | Населённый пункт                                                                                | Численность населения (2005 год) | Численность населения (2010 год) |
| --------------------- | ----------------------------------------------------------------------------------------------- | -------------------------------- | -------------------------------- |
| 007                   | Всего                                                                                           | 415869                           | 468469                           |
| 0001                  | Селая (исп. Celaya) 20°31′44″ с. ш. 100°48′54″ з. д.                                            | 310413                           | 340387                           |
| 0165                  | Сан-Мигель-Остопан (исп. San Miguel Octopan) 20°34′29″ с. ш. 100°44′51″ з. д.                   | 11946                            | 13303                            |
| 0143                  | Ринкон-де-Тамайо (исп. Rincón de Tamayo) 20°25′22″ с. ш. 100°45′19″ з. д.                       | 9749                             | 10324                            |
| 0161                  | Сан-Хуан-де-ла-Вега (исп. San Juan de la Vega) 20°37′34″ с. ш. 100°45′39″ з. д.                 | 8803                             | 9597                             |
| 0185                  | Тенерия-дель-Сантуарио (исп. Tenería del Santuario) 20°35′54″ с. ш. 100°47′48″ з. д.            | 4329                             | 4722                             |
| 0146                  | Роке (исп. Roque) 20°34′54″ с. ш. 100°50′15″ з. д.                                              | 3534                             | 3900                             |
| 0154                  | Сан-Исидро-Креспо (исп. San Isidro Crespo) 20°30′53″ с. ш. 100°53′08″ з. д.                     | 3251                             | 3711                             |
| 0258                  | Сан-Антонио-Гальярдо (исп. San Antonio Gallardo) 20°37′42″ с. ш. 100°46′04″ з. д.               | 2745                             | 3438                             |
| 0256                  | Примера-Фраксьон-де-Креспо (исп. Primera Fracción de Crespo) 20°29′44″ с. ш. 100°51′15″ з. д.   | 2180                             | 3062                             |
| 0174                  | Санта-Мария-дель-Рефухио (исп. Santa María del Refugio) 20°26′24″ с. ш. 100°47′57″ з. д.        | 2453                             | 3041                             |
| 0109                  | Хуан-Мартин (исп. Juan Martín) 20°28′14″ с. ш. 100°44′54″ з. д.                                 | 1955                             | 2791                             |
| 0178                  | Эль-Бесерро (исп. El Becerro) 20°32′49″ с. ш. 100°51′14″ з. д.                                  | 1649                             | 2619                             |
| 0250                  | Ла-Аурора (исп. La Aurora) 20°37′36″ с. ш. 100°45′27″ з. д.                                     | 2318                             | 2605                             |
| 0159                  | Сан-Хосе-де-Гуанахуато (исп. San José de Guanajuato) 20°33′26″ с. ш. 100°53′30″ з. д.           | 1908                             | 2500                             |
| 0153                  | Сан-Элиас (исп. San Elías) 20°38′09″ с. ш. 100°50′26″ з. д.                                     | 1714                             | 2200                             |
| 0110                  | Ла-Лаха (исп. La Laja) 20°31′49″ с. ш. 100°45′43″ з. д.                                         | 1853                             | 2075                             |
| 0156                  | Сан-Исидро-де-ла-Консепсьон (исп. San Isidro de la Concepción) 20°37′39″ с. ш. 100°47′06″ з. д. | 1647                             | 2012                             |

## Экономическая деятельность
По статистическим данным 2000 года, работоспособное население занято по секторам экономики в следующих пропорциях: сельское хозяйство, скотоводство и рыбная ловля — 7,8 %, промышленность и строительство — 27,9 %, сфера обслуживания и туризма — 60,9 %.

## Инфраструктура
По статистическим данным 2010 года, инфраструктура развита следующим образом:
- электрификация: 98,9 %;
- водоснабжение: 97,3 %;
- водоотведение: 96,8 %.

## Туризм
Основные достопримечательности:
- Стела Независимости, построенная в 1791 году.
- Памятник основателям города, на центральной площади.
- Монумент Игнасио Альенде, построенный в 1910 году.
- Монумент Эдуардо Трескеррасу, построенный в 1833 году.
- Церковь Вирхен дель Кармен, построенная в неоклассическом стиле, в 1807 году.
- Храм Святого Франсиска, построенный в XVII веке.
- Храм Третьего Ордена, возведённый в 1820 году.
- Церковь Милосердия, построенная в 1747 году.
- Часовня Долорес, в которой был похоронен архитектор Франсиско Эдуардо Трескеррас, возводивший церковь Дель-Кармен, храм Третьего Ордена и другие сооружения.
- Церковь и монастырь Святого Августина, построенная в XVI веке.
- Дом Дьесмо, построенный в XVII веке, использующийся под городской архив.
- Эмеротека и Музей Национального института антропологии и истории (INAH).
- Здание мэрии, построенное в XVIII веке.

## Фотографии

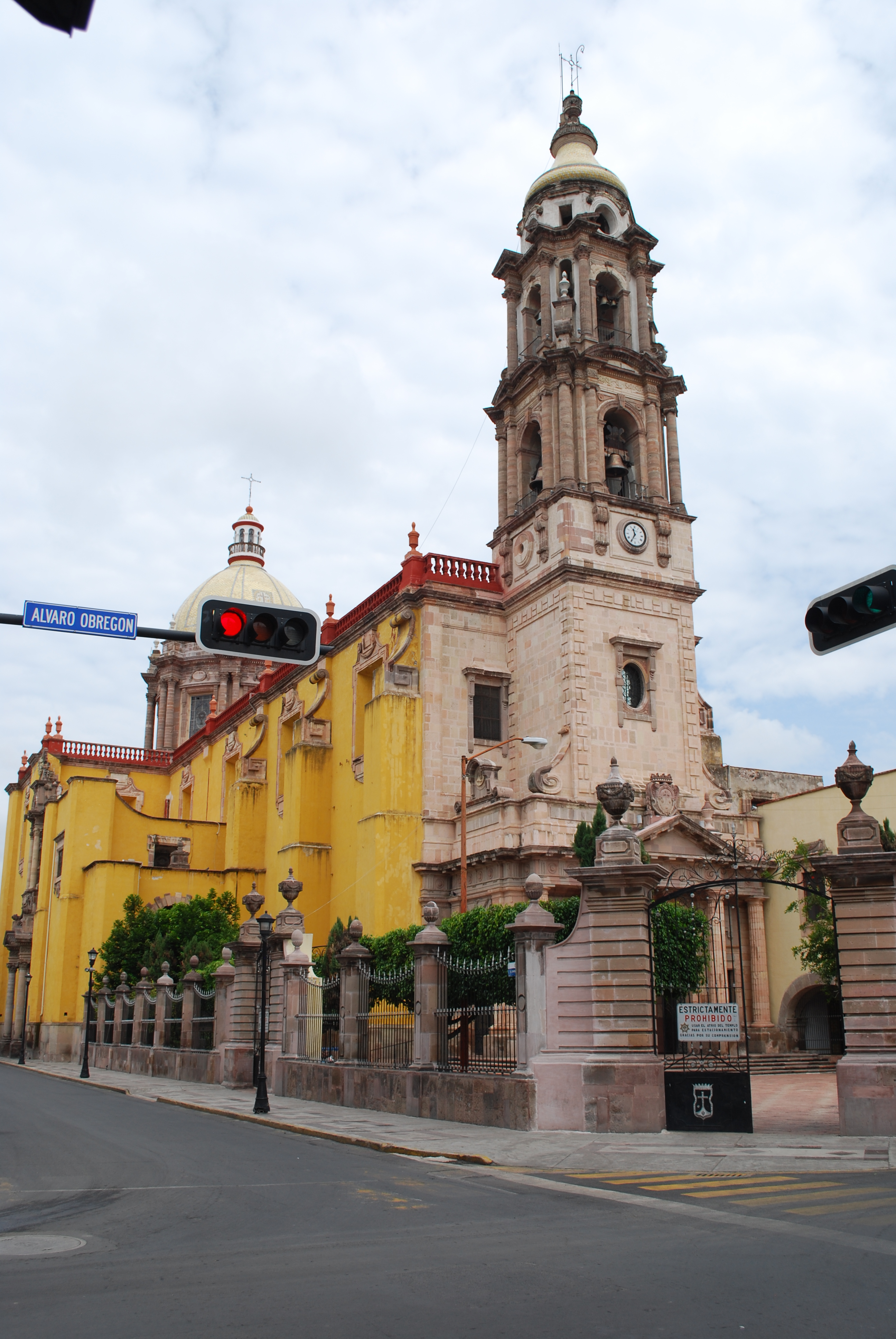
Церковь Вирхен дель Кармен
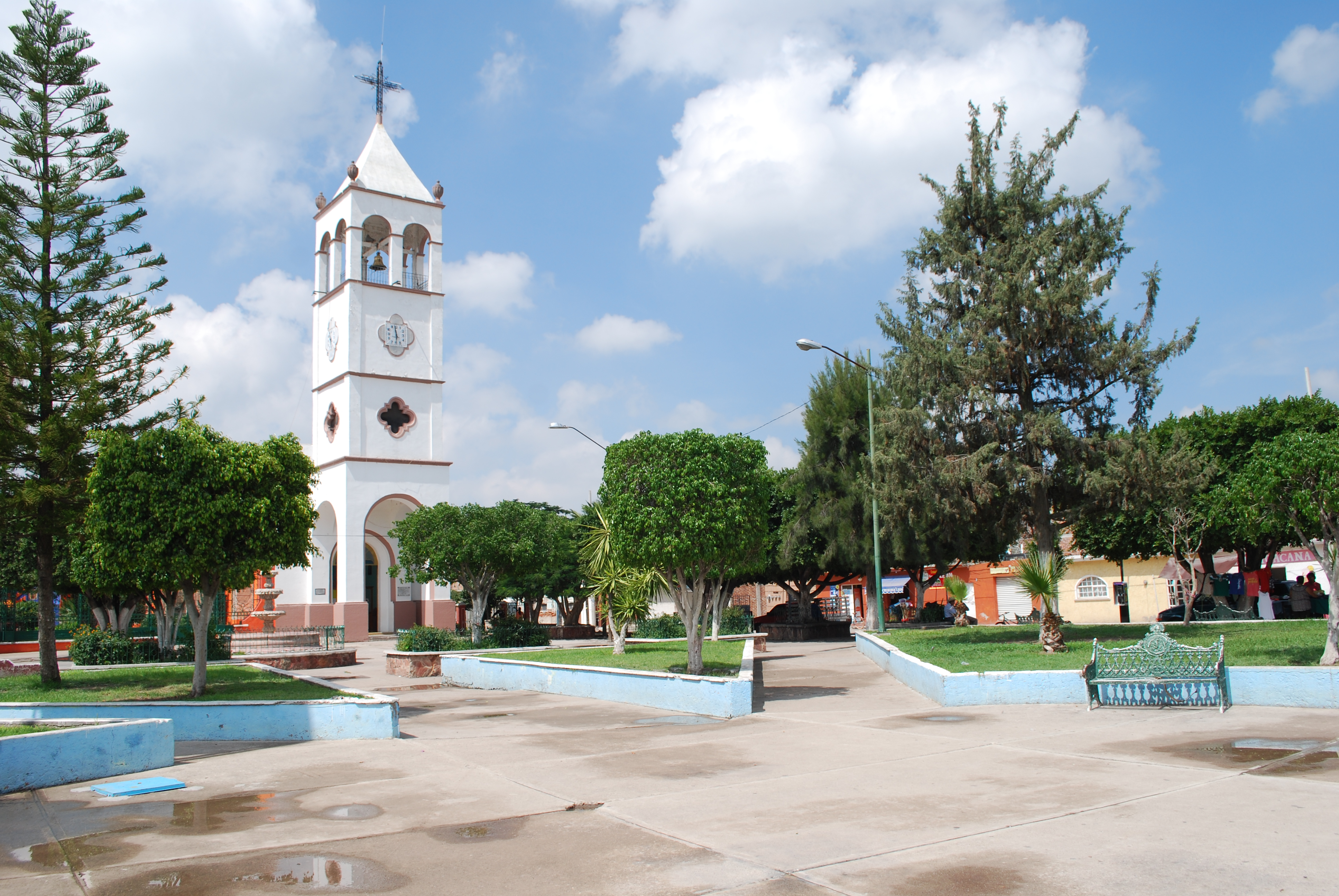
Центр Тенерия-дель-Сантуарио
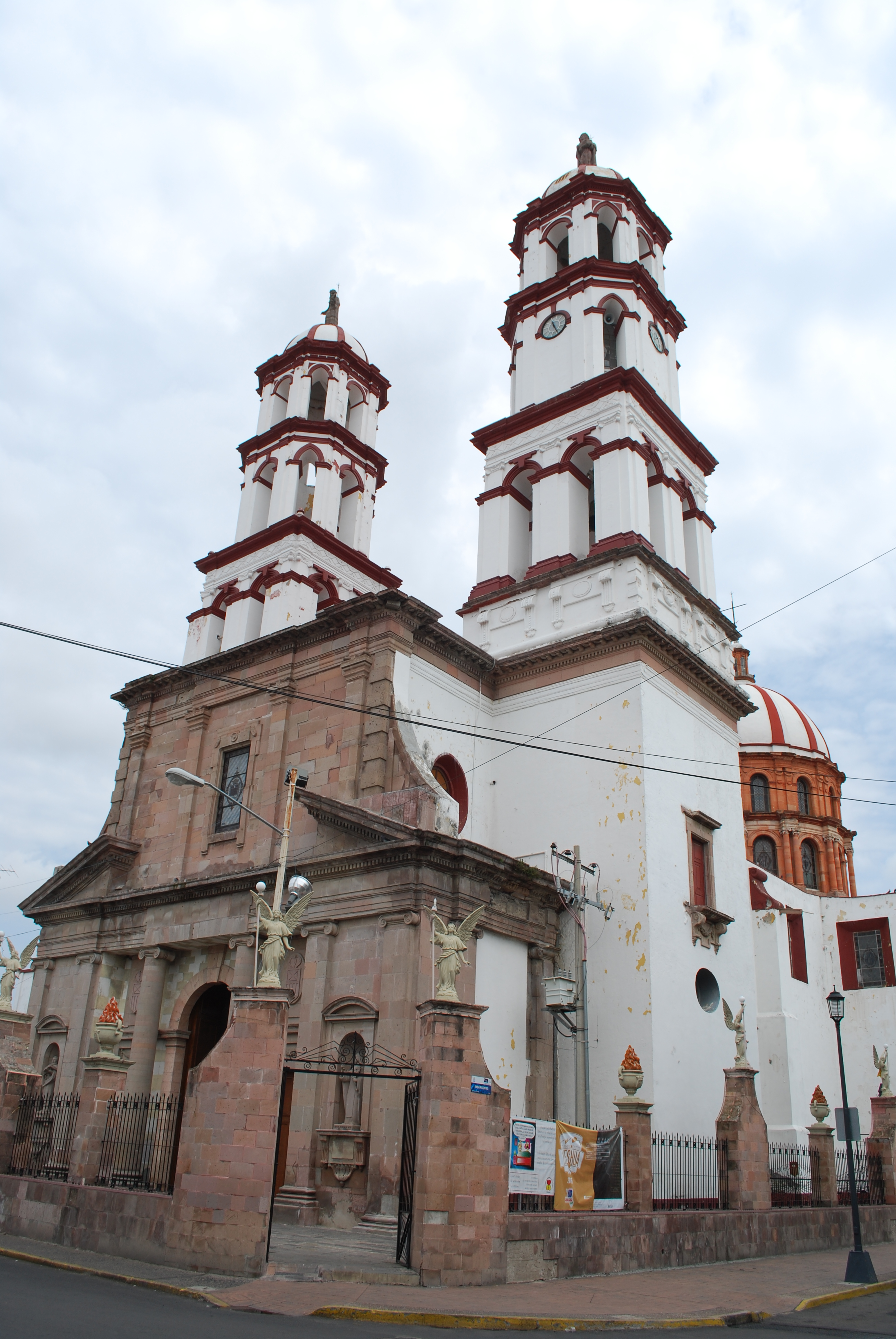
Церковь Милосердия Господня